# Helhoughton
Helhoughton is een civil parish in het bestuurlijke gebied North Norfolk, in het Engelse graafschap Norfolk met 346 inwoners.